# 34491 Mohammedsuhail
34491 Mohammedsuhail è un asteroide della fascia principale. Scoperto nel 2000, presenta un'orbita caratterizzata da un semiasse maggiore pari a 2,2234859 au e da un'eccentricità di 0,1690064, inclinata di 5,36337° rispetto all'eclittica.